# Lijst van sprookjes en overige vertellingen van Hans Christian Andersen

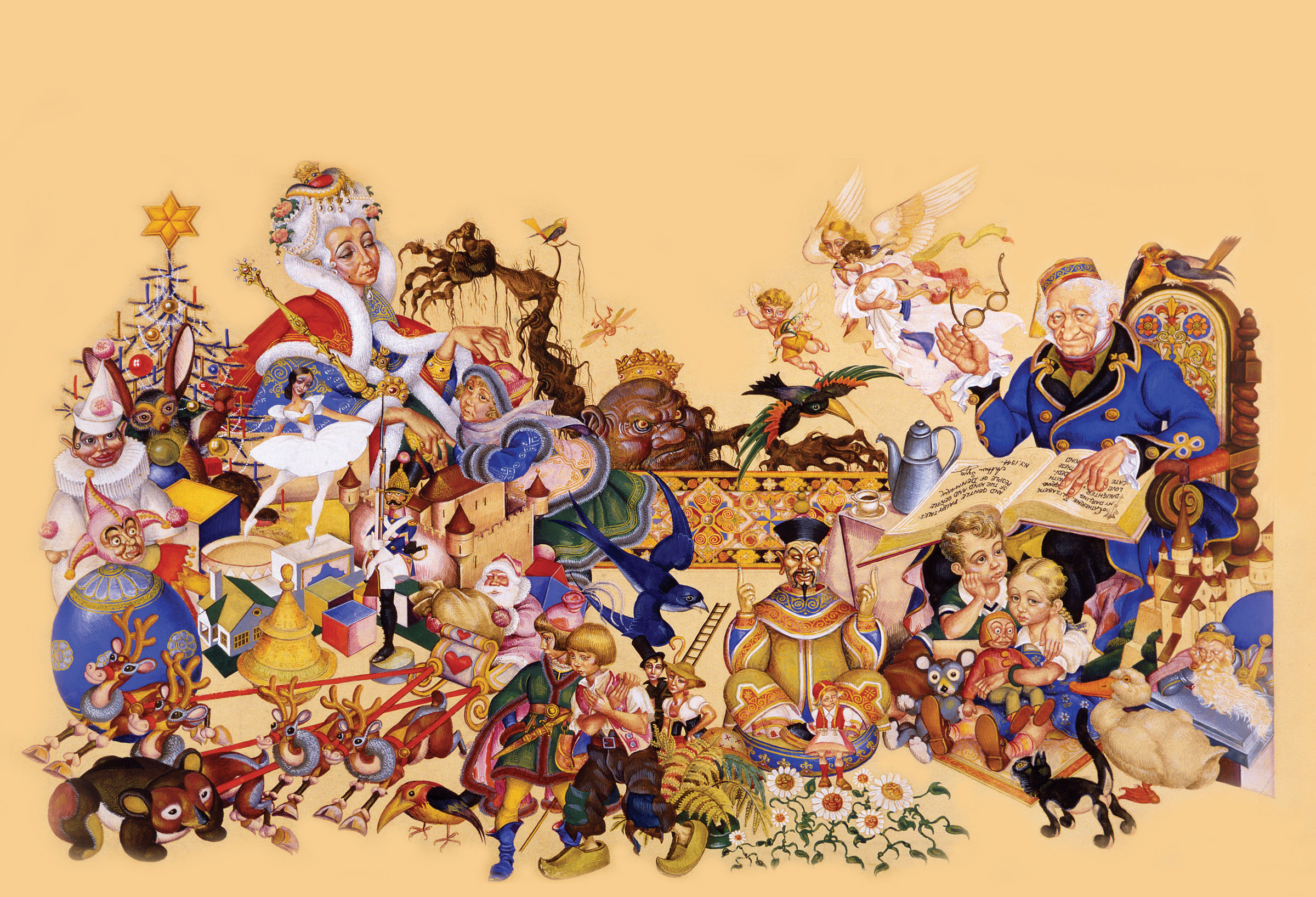
Diverse bekende figuren uit de sprookjes en vertellingen van H.C. Andersen, Arthur Szyk(1894-1951)

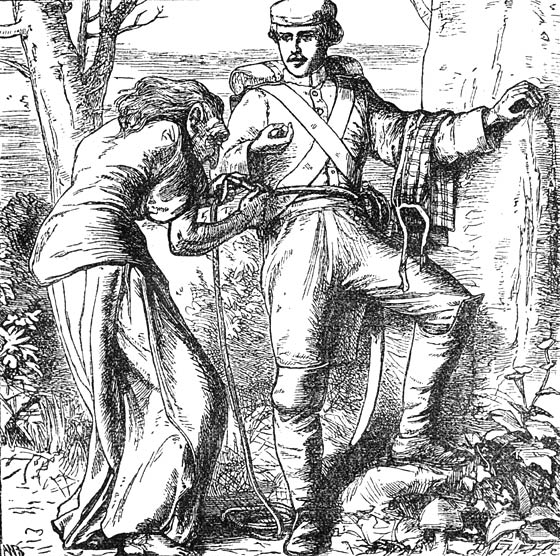
De tondeldoos

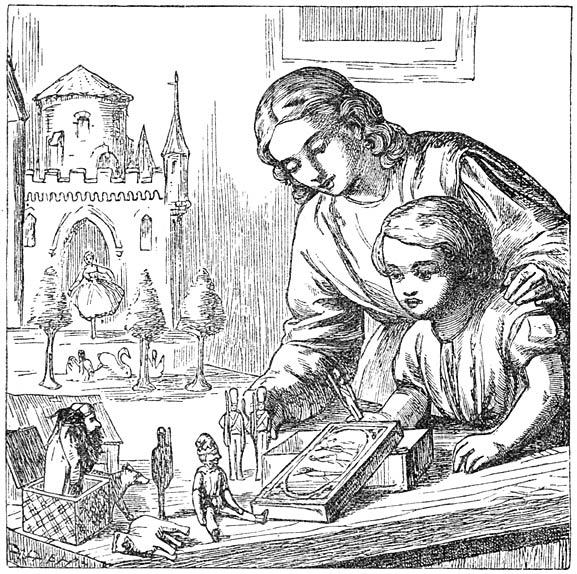
De standvastige tinnen soldaat

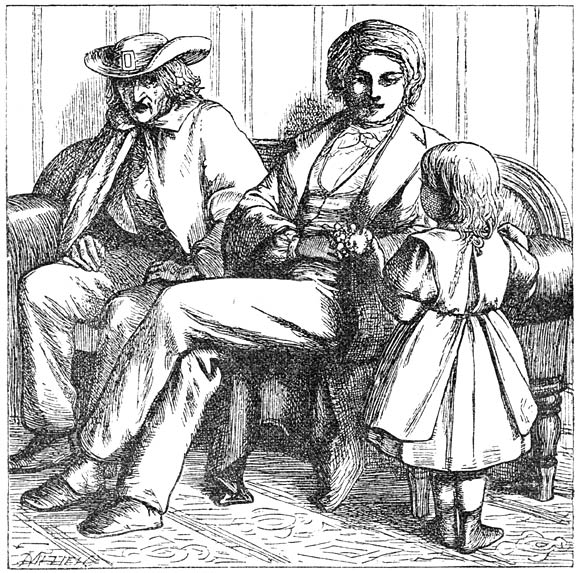
Kleine Ida's bloempjes

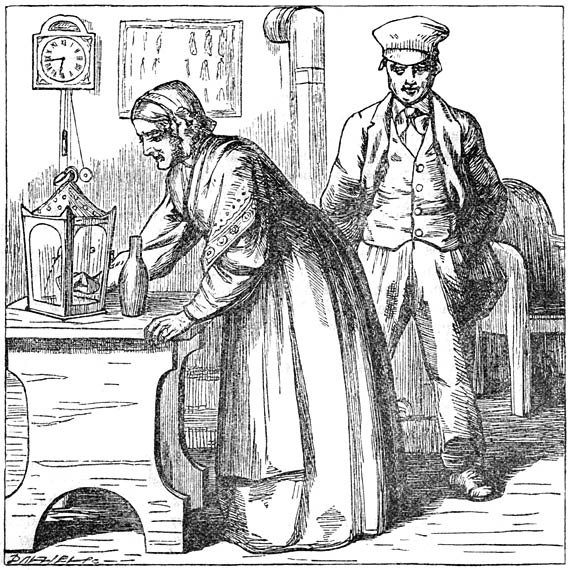
De oude straatlantaarn

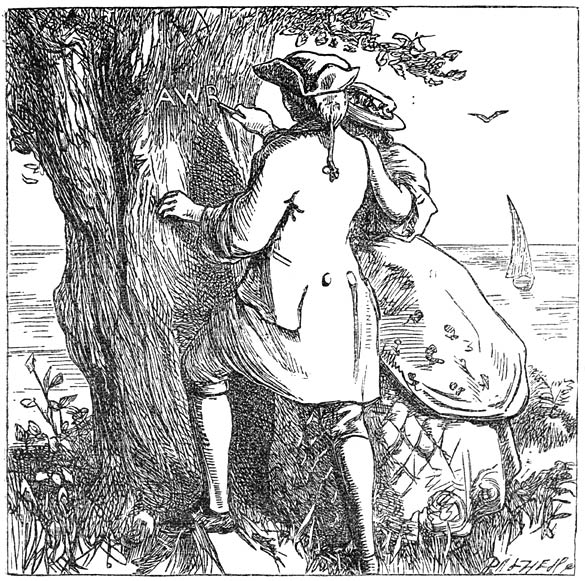
De laatste droom van de oude eik

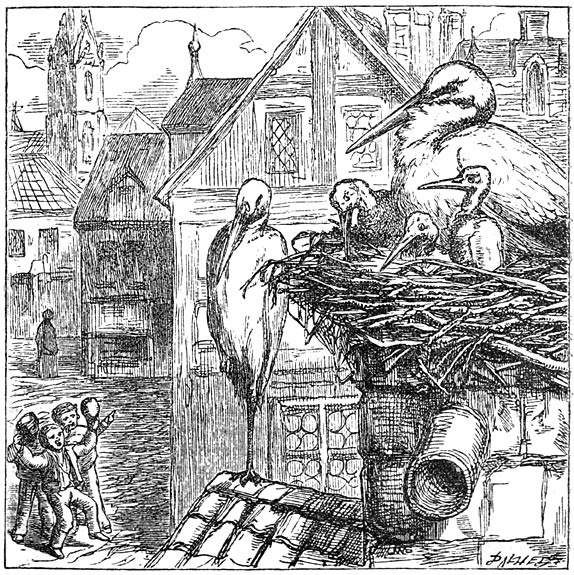
De ooievaars

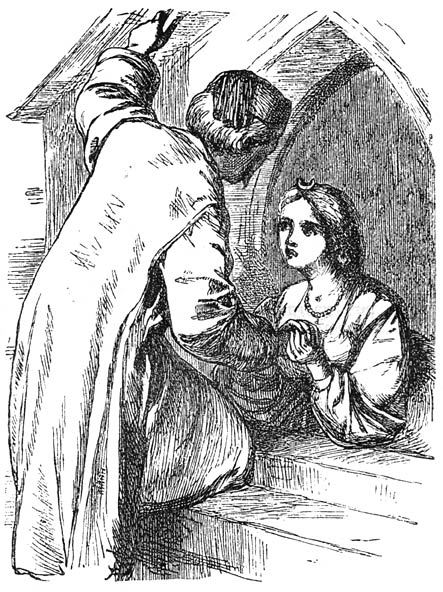
De vliegende koffer

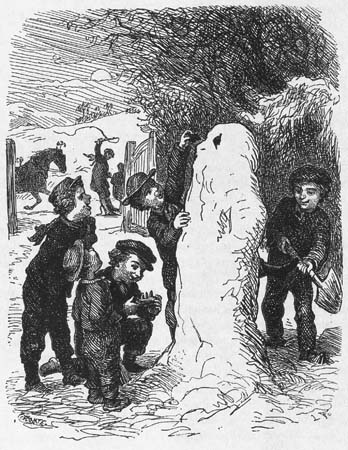
De sneeuwpop

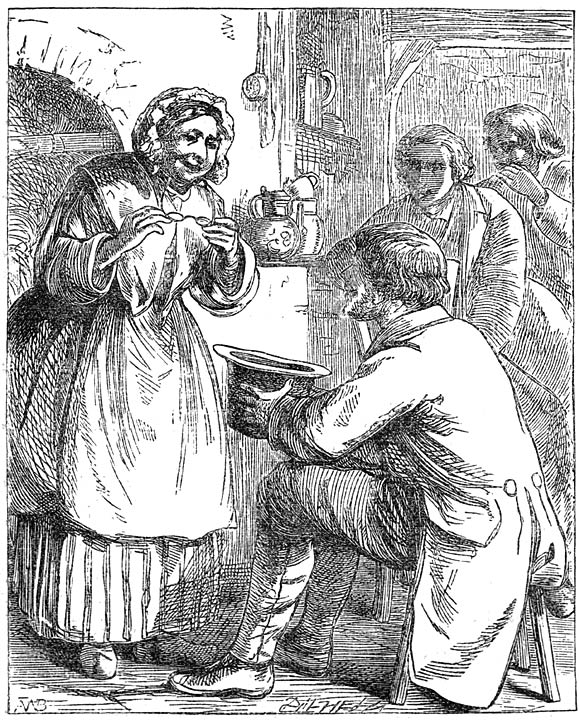
Wat vader doet, is altijd goed

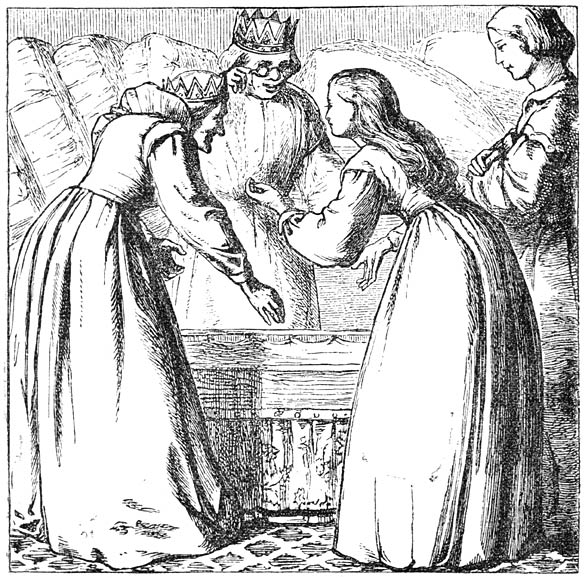
De prinses op de erwt

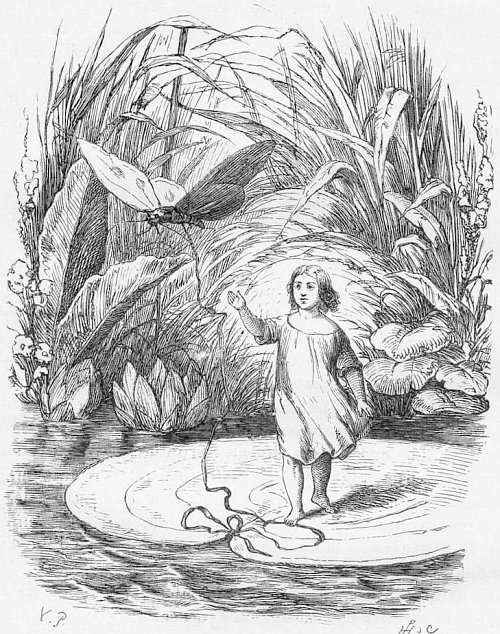
Duimelijntje

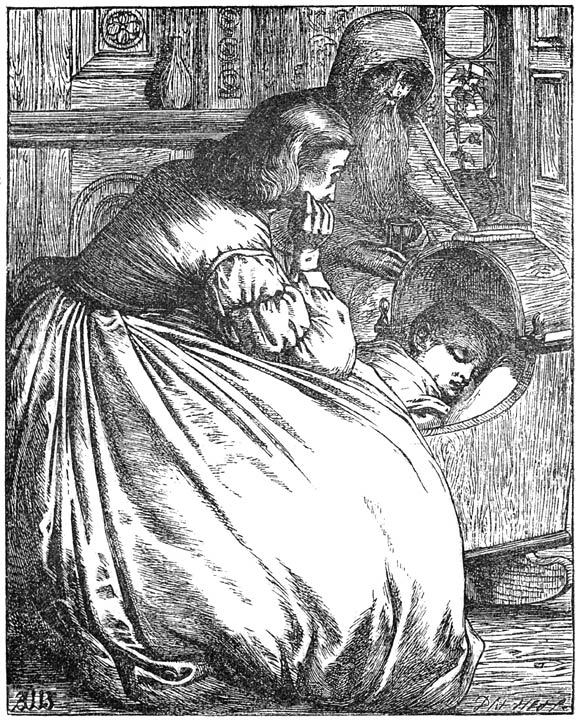
De geschiedenis van een moeder

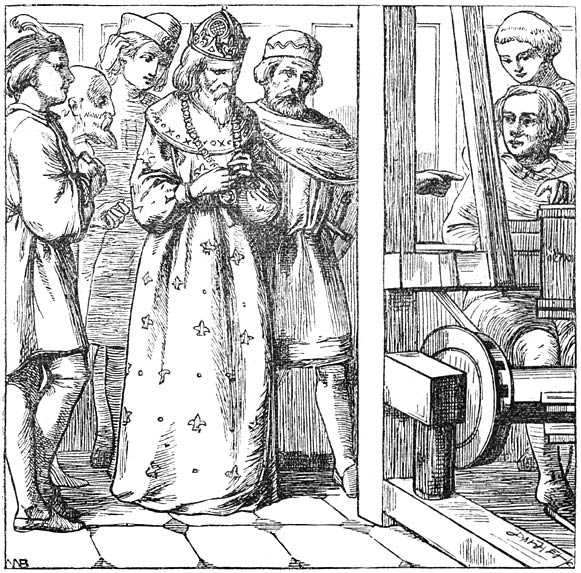
De nieuwe kleren van de keizer

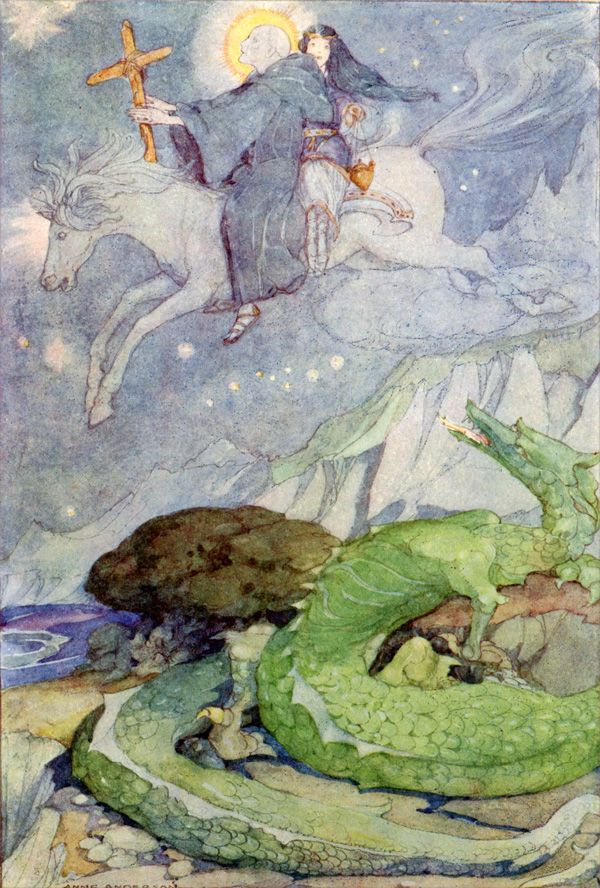
De dochter van de moeraskoning

Dit is een lijst van sprookjes en overige vertellingen van Hans Christian Andersen.
- 1835 Kleine Ida's bloempjes
- 1835 De tondeldoos
- 1835 De stoute jongen
- 1835 Kleine Klaas en Grote Klaas
- 1835 Duimelijntje
- 1835 De reiskameraad
- 1837 De nieuwe kleren van de keizer
- 1837 De kleine zeemeermin
- 1838 De standvastige tinnen soldaat
- 1838 De Wilde Zwanen
- 1838 Het madeliefje
- 1838 De pad
- 1838 De overschoenen van het geluk
- 1839 De ooievaars
- 1839 De vliegende koffer
- 1839 Het bronzen varken
- 1839 De tuin van het paradijs
- 1839 Een roos van Homerus' graf
- 1841 De vriendschapsband
- 1841 De stopnaald
- 1842 De rozenelf
- 1842 De boekweit
- 1842 Klaas Vaak
- 1842 De varkenshoeder
- 1843 De engel
- 1843 Het verliefde paar
- 1843 De Chinese nachtegaal
- 1843 Het lelijke eendje
- 1844 De klok
- 1844 De dennenboom
- 1844 Vliermoedertje
- 1844 Grootmoeder
- 1844 De sneeuwkoningin
- 1845 De rode schoentjes
- 1845 De herderin en de schoorsteenveger
- 1845 De kranige springers
- 1845 Holger de Deen
- 1845 Een tafereel uit de citadel
- 1845 Vanuit een venster in Bartou
- 1845 Het meisje met de zwavelstokjes
- 1845 Elfenheuvel
- 1847 De oude straatlantaarn
- 1847 De kleine Tuk
- 1847 De schaduw
- 1847 De buren
- 1848 De oude grafsteen
- 1848 De geschiedenis van een moeder
- 1848 Er is verschil
- 1848 De halsboord
- 1848 De gelukkige familie
- 1848 De waterdruppel
- 1848 Een geschiedenis
- 1848 De mooiste roos van de wereld
- 1848 Het stomme boek
- 1848 De vogel Feniks
- 1848 Het oude huis
- 1849 Een stuk parelsnoer
- 1849 Kinderpraat
- 1852 De geschiedenis van het jaar
- 1852 Op de laatste dag
- 1852 Het zwanennest
- 1852 Alles op zijn plaats!
- 1852 Een goed humeur
- 1852 Hartenleed
- 1852 Het is heus waar!
- 1853 Het kaboutertje bij de spekslager
- 1853 Aan het uiterste der zee
- 1853 Het spaarvarken
- 1853 Twee juffers
- 1853 Onder de wilg
- 1853 De prinses op de erwt
- 1853 Ib en de kleine Christine
- 1853 Vijf uit één dop
- 1853 Zij deugde niet
- 1853 Het doornige pad van eer
- 1853 Een blad uit de hemel
- 1853 De laatste parel
- 1853 Lompe Hannes
- 1853 Het jodinnetje
- 1853 Over duizenden jaren
- 1858 De steen der wijzen
- 1858 De hals van de fles
- 1858 De slaapmuts van de oude vrijer
- 1858 Soep van een worstenpen
- 1858 Het klokkendiep
- 1858 Het ABC-boek
- 1858 De laatste droom van de oude eik
- 1858 De hardlopers
- 1858 De boze koning een sage
- 1858 Iets
- 1858 De dochter van de moeraskoning
- 1859 Twee broers
- 1859 De oude kerkklok[1]
- 1859 Het meisje dat op het brood ging staan
- 1859 De man met de poppenkast
- 1859 Verrukkelijk!
- 1859 Het kind in het graf
- 1859 Pen en inktkoker
- 1859 Ole de torenwachter
- 1859 Anne Liesbeth
- 1859 De hofhaan en de weerhaan
- 1859 Een geschiedenis uit de duinen
- 1859 De wind vertelt van Waldemar Daae en zijn dochters
- 1861 De mestkever
- 1861 Wat vader doet, is altijd goed
- 1861 De sneeuwpop
- 1861 De slak en de rozelaar
- 1861 In de eendenkom
- 1861 De muze van de nieuwe eeuw
- 1861 De vlinder
- 1861 De Psyche
- 1861 Twaalf met de post
- 1861 De ijsjonkvrouw
- 1865 In de kinderkamer
- 1865 De windmolen
- 1865 De zilveren schelling
- 1865 De bisschop van Börglum en zijn bloedverwanten
- 1865 Een gouden schat
- 1865 De storm verplaatst de uithangborden
- 1865 De dwaallichtjes zijn in de stad
- 1866 Bewaard, maar niet vergeten
- 1866 Tante
- 1866 De zoon van de conciërge
- 1866 De verhuisdag
- 1866 Het vlas
- 1866 De theepot
- 1866 De kleine groentjes
- 1866 Het sneeuwklokje
- 1866 De vogel van het volkslied een stemming
- 1866 Pieter, Peter en Piet
- 1866 Het kaboutertje en de juffrouw
- 1867 Peetooms prentenboek
- 1868 De dryade
- 1868 Wat men al niet verzinnen kan
- 1868 Vaenö en Glaenö
- 1868 De lompen
- 1868 Wie was de gelukkigste?
- 1868 Men zegt...!
- 1870 Het geluk kan liggen in een houtje
- 1870 De familie van Hoender-Grietje
- 1870 Wat de distel beleefde
- 1872 Vraag de groentevrouw maar
- 1872 De grote zeeslang
- 1872 De dagen van de week
- 1872 Overgrootvader
- 1872 Zonneschijnvertellingen
- 1872 De kaarsen
- 1872 Dansen, dansen, popje klein!
- 1872 De komeet
- 1872 Tante Kiespijn
- 1872 De sleutel van de poort
- 1872 De vlo en de professor
- 1872 Wat de oude Johanna vertelde
- 1872 Wat de hele familie zei
- 1872 De tuinman en de landheer
- 1872 Het ongelofelijkste
- 1872 De lamme
- Onze oude schoolmeester
- Kwek
- De poppen van het kaartspel
- Urbanus
- De appel

## Afbeeldingen

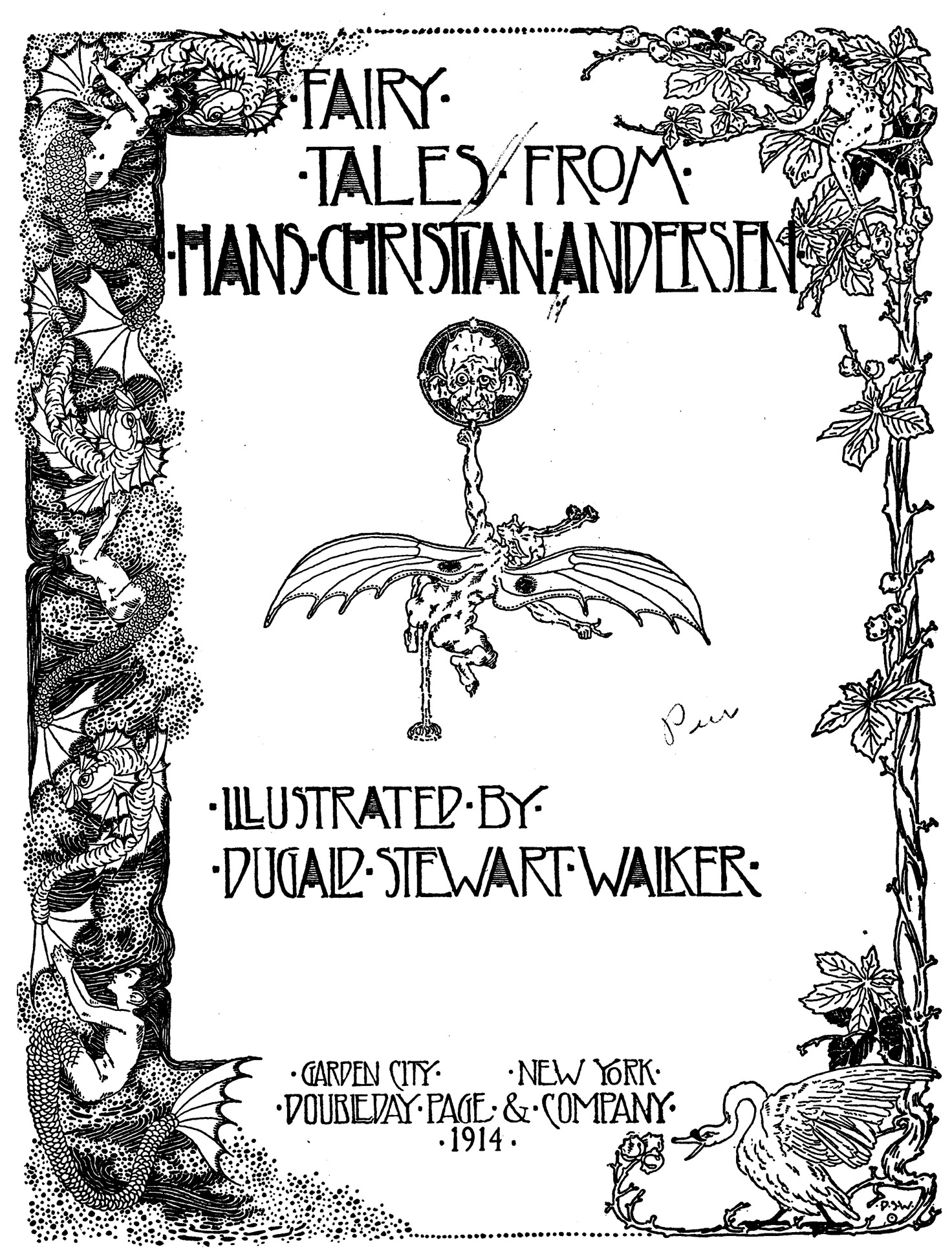
Engelse vertaling van de sprookjes van Hans Christian Andersen, 1914
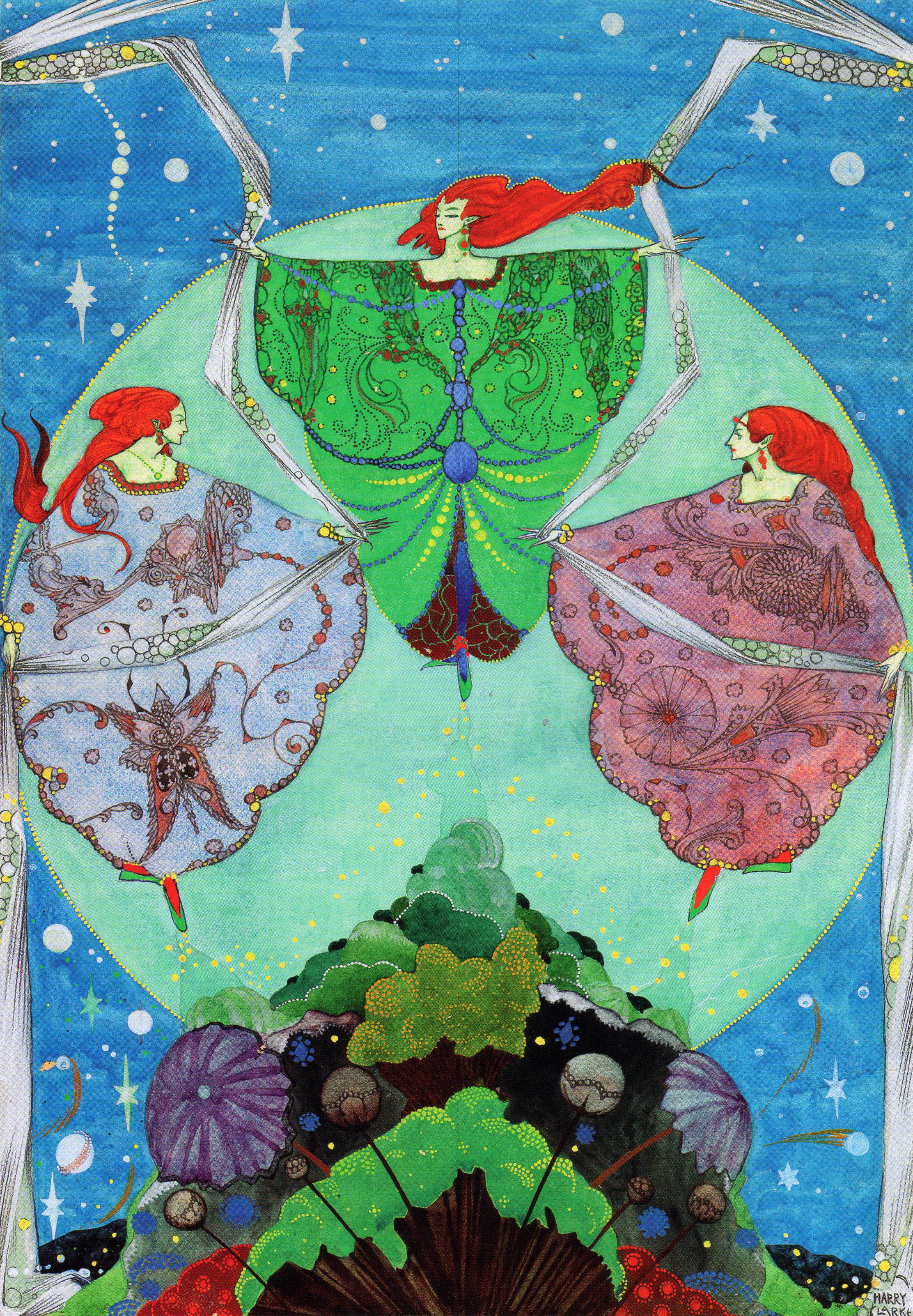
Ze dansten met sjaals geweven van mist en maneschijn, illustratie van Harry Clarke bij Fairy Tales by Hans Christian Andersen, 1916
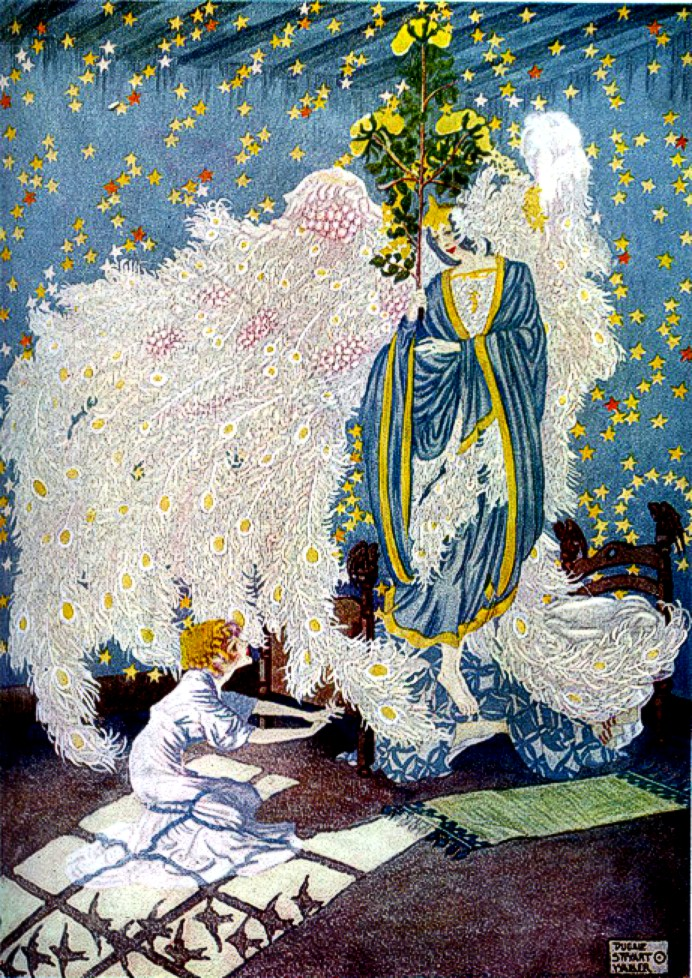
Tekening door Dugald Stewart Walker
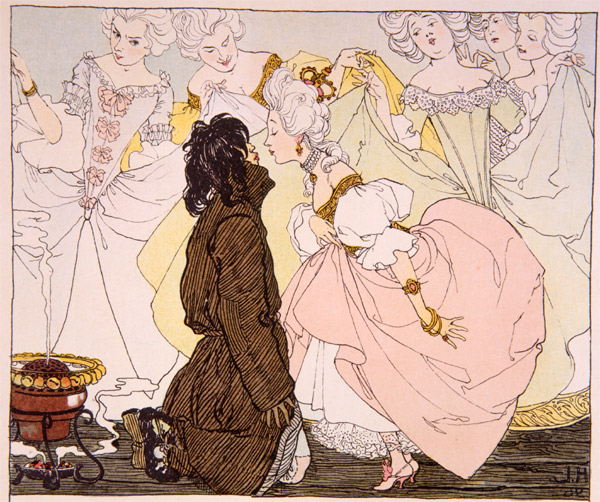
Illustratie van Heinrich Lefler bij De varkenshoeder
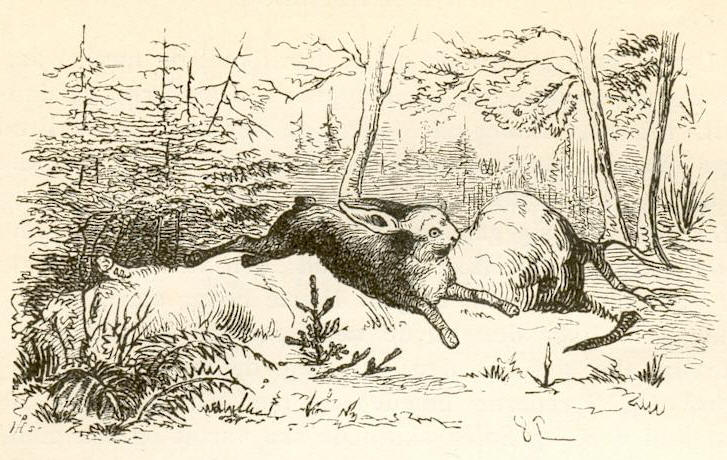
Illustratie van Vilhelm Pedersen bij De dennenboom